# Абадија Черето
Абадија Черето (итал. Abbadia Cerreto) је насеље у Италији у округу Лоди, региону Ломбардија.
Према процени из 2011. у насељу је живело 231 становника. Насеље се налази на надморској висини од 63 м.

## Становништво
Према резултатима пописа становништва 2011. у општини је живело 297 становника.
| 1931. | 1936. | 1951. | 1961. | 1971. | 1981. | 1991. | 2001. | 2011. |
| ----- | ----- | ----- | ----- | ----- | ----- | ----- | ----- | ----- |
| 470   | 475   | 420   | 380   | 272   | 297   | 284   | 276   | 297   |